# Dionysia saponacea
Dionysia saponacea är en viveväxtart som beskrevs av Per Wendelbo och Karl Heinz Rechinger. Dionysia saponacea ingår i dionysosvivesläktet som ingår i familjen viveväxter. Inga underarter finns listade i Catalogue of Life.